# William W. Belknap

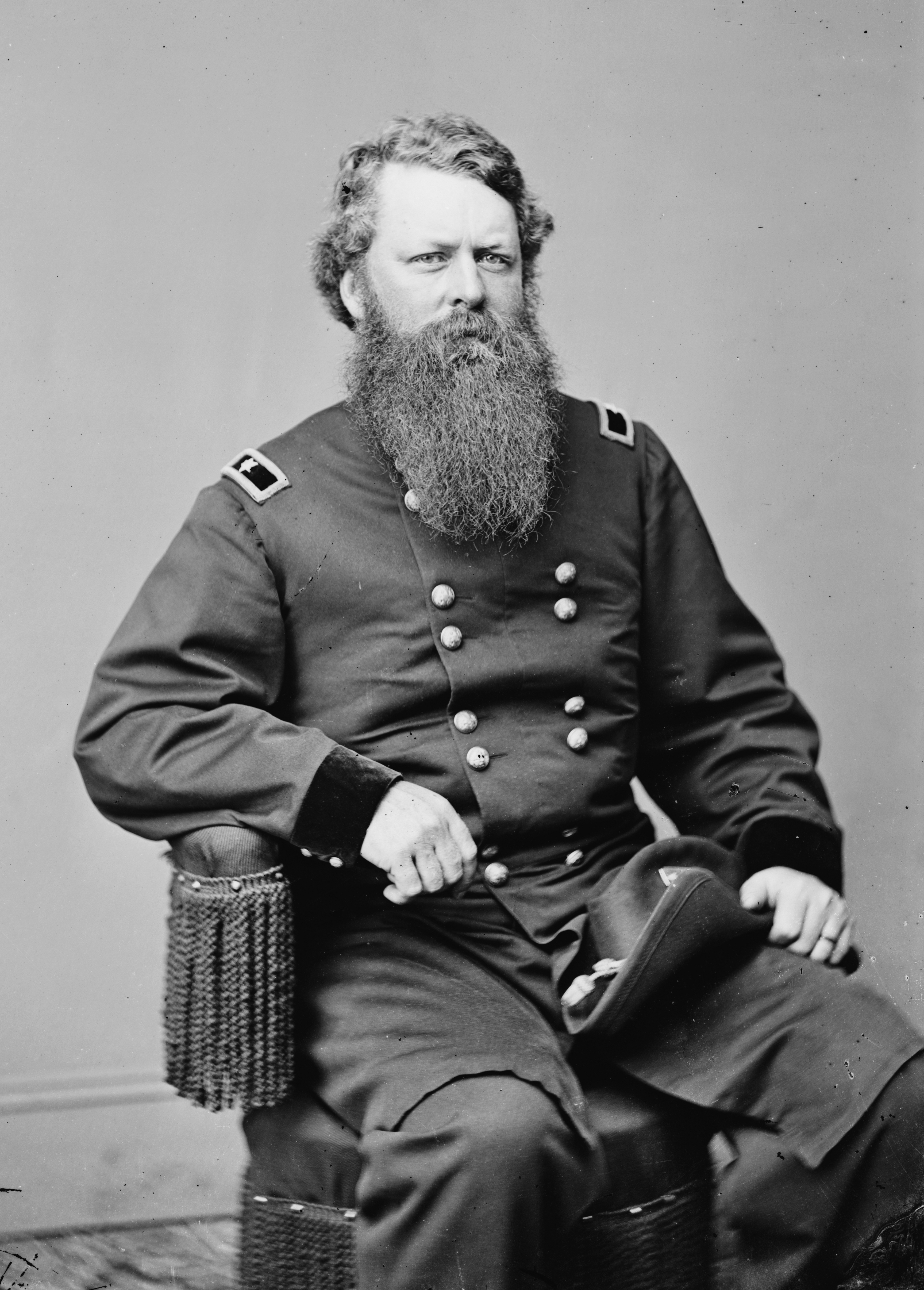

William Worth Belknap (ur. 22 września 1829 w Nowym Jorku, zm. 12 października 1890 w Waszyngtonie) – amerykański generał, gubernator stanu Iowa, sekretarz wojny w gabinecie Ullyssesa Granta (1869–1876). Należał do Partii Republikańskiej.
Urodził się 22 września 1829 roku w Nowym Jorku. W 1848 roku rozpoczął studia prawnicze na Georgetown University i w tym zawodzie rozpoczął działalność. Wtedy też zaczął karierę polityczną. W 1857 roku został Reprezentantem stanu Iowa jako Demokrata. Kiedy wybuchła wojna secesyjna (1861) wstąpił do Armii Unii. Szybko został generałem i dowódcą 15 Pułku Piechoty Ochotniczej. Dzięki swojej wyróżniającej się postawie w czasie wojny został gubernatorem Iowy, a potem sekretarzem wojny u Ulyssesa Granta. Jego kadencja (1869–1876) pełna była kontrowersji takich jak: korupcja, sprzedawanie urzędów czy nielegalna sprzedaż broni do Francji. Po ujawnieniu oszustw i manipulacji Belknapa został zdymisjonowany i postawiony przed sądem Senatu. Udało mu się wybronić, ale nie wznowił już działalności politycznej. Zmarł na atak serca 12 października 1890 w Waszyngtonie.